# Związek Cyganów-Romów
Związek Cyganów-Romów (czes. Svaz Cikánů-Romů, skr. SCR) – pierwsza powstała w Czechosłowacji organizacja romska. Działała w latach 1969–1973.

## Historia
Związek powstał na fali odwilży po 1968 roku. Jego zjazd założycielski odbył się 30 sierpnia 1969 w Brnie, a jego przewodniczącym został Miloslav Holomek. Była to pierwsza organizacja romska na terenie Czechosłowacji.
Związek dążył do poprawy sytuacji społecznej i ekonomicznej Romów w Czechosłowacji. Promował język i kulturę romską – wydawał pierwsze w Czechosłowacji romskie pismo Romano ľil (pol. „Gazeta Romska”), w którym ukazywały się teksty w języku romskim i języku czeskim. Powołał do życia komisję, która opracowała reguły ortograficzne dla najbardziej rozpowszechnionego dialektu romskiego na terenie ówczesnej Czechosłowacji. Z inicjatywy komisji wydano podręcznik do nauki tego dialektu autorstwa Mileny Hübschmannovej (1933–2005).
Związek wspierał również Romów ocalałych z Holokaustu w ich dążeniach do nadania im statusu ofiar nazizmu. Po nawiązaniu kontaktów z międzynarodowym ruchem romskim jego przedstawiciele pojechali na kongres Międzynarodowego Związku Romów w 1971 w Anglii.
Organizacja prowadziła działalność sportową, kulturalną i społeczną, m.in. organizowano różne wydarzenia kulturalne i wspierano tworzenie romskich zespołów muzycznych i tanecznych. W 1972 związek liczył około 8500 członków.
W 1970 w ramach Związku założono spółdzielnię pracy Névodrom (pol. „Nowa Droga”), specjalizującą się w pracach remontowych, budowlanych oraz aktywacji tradycyjnych romskich rzemiosł. Zatrudniała ona łącznie (w ośmiu zakładach) około 1300 pracowników. W czasie inauguracyjnego roku działalności spółdzielnia wypracowała zysk w wysokości około 14 milionów koron. Niecałą połowę zysku przekazano na finansowanie Związku.
Z czasem kondycja spółdzielni zaczęła słabnąć na skutek złej organizacji pracy, braku doświadczenia kadry kierowniczej w zakresie zarządzania czy prowadzenia księgowości. W wyniku interwencji państwa ograniczono też liczbę pracowników o 50%. Próby reform zarządzania utrudniały tradycyjne praktyki romskiego systemu rodzinno-klanowego oraz utrwalone w przeszłości konflikty pomiędzy poszczególnymi grupami Romów. Kierownictwo oskarżano o oszustwa finansowe i nepotyzm, wskazując na nieuzasadnione różnice płacowe. Nasilały się problemy związane z nieprawidłowo wypłaconymi wynagrodzeniami, źle odprowadzonymi podatkami, nieodprowadzonymi składkami zdrowotnymi, czy nawet organizacją wyjazdów rodzinnych za spółdzielcze środki. W wyniku złego zarządzania i narastania sporów kolejne zakłady notowały straty, które próbowano ukrywać, jednocześnie broniąc się przed kontrolami Związku.
31 grudnia 1972 spółdzielnia została zlikwidowana. Jej działalność była pretekstem do rozwiązania całego Związku. Decyzję w tym zakresie podjęto 30 kwietnia 1973. Według oficjalnych źródeł kierownictwo podjęło ją dobrowolnie, ale faktycznie stało się to pod naciskiem władz komunistycznych.
Milena Hübschmannová za przyczynę rozwiązania Związku uważała nowelizację ustawy o mniejszościach narodowych w 1972, która odbierała Romom status mniejszości narodowej. Związek wydał memorandum przeciwko nowelizacji, a w reakcji na tę inicjatywę władze czechosłowackie doprowadziły do rozwiązania organizacji.
W 2010 Petr Lhotka wydał monografię Svaz Cikánů – Romů 1969–1973.